# Хартхајм
Хартхајм (њем. Hartheim) општина је у њемачкој савезној држави Баден-Виртемберг. Једно је од 50 општинских средишта округа Брајсгау-Хохшварцвалд. Према процјени из 2010. у општини је живјело 4.590 становника. Посједује регионалну шифру (AGS) 8315048.

## Географски и демографски подаци
Хартхајм се налази у савезној држави Баден-Виртемберг у округу Брајсгау-Хохшварцвалд. Општина се налази на надморској висини од 206 метара. Површина општине износи 26,0 km². У самом мјесту је, према процјени из 2010. године, живјело 4.590 становника. Просјечна густина становништва износи 176 становника/km².

## Међународна сарадња
| Мјесто    | Држава     | Врста сарадње | Од    |
| --------- | ---------- | ------------- | ----- |
| Фесенхајм | Француска  | партнерство   | 1993. |
|           | Швајцарска | контакт       | 1970. |
| Извор     |            |               |       |